# Ferdinand Biondi
Pour les articles homonymes, voir Biondi.
Ferdinand Biondi est un communicateur québécois de radio, né à Montréal le 13 mars 1909, mort le 12 juillet 1999 à Montréal. 

## Biographie
Il a poursuivi des études en arts décoratifs et en architecture à l'École des Beaux-Arts, puis à l'Université McGill (spécialisation en psychologie des foules) et à l'Université de Montréal, où il obtient une licence en sciences sociales, politiques et économiques.
Il est d'abord comédien à CKAC, CHLP (en) et Radio-Canada, mais son nom demeure attaché à celui de CKAC, où, de 1936 à 1965, il occupe de nombreux postes : présentateur, monteur, producteur, directeur artistique, directeur de l'information et des affaires publiques. Il a notamment été à l'origine de plusieurs émissions éducatives et culturelles, dont Améliorons notre langue parlée.
Monsieur Biondi a contribué à plusieurs secteurs socio-économiques de sa ville. Il a notamment été actif lors de l'Expo 67, membre de la Commission Pagé sur la réorganisation scolaire de l'Île de Montréal, et a participé à divers comités gouvernementaux ainsi qu’à la Commission des écoles catholiques de Montréal, en particulier sur les questions liées à l'éducation des immigrants. De 1976 à 1982, année de sa retraite, il a occupé le poste de secrétaire général du Conseil des Arts de Montréal.
En 1965, il devient secrétaire général des Pères de Sainte-Croix de l'Oratoire Saint-Joseph. Sa dernière carrière, de 1967 à 1982, le conduit au Conseil des arts de Montréal.
Sa sépulture est située dans le Cimetière Notre-Dame-des-Neiges, à Montréal.

## Honneurs
- 1983 - Ordre du Mérite de l'Association canadienne des radiodiffuseurs
- 1985 -  Chevalier de l'Ordre national du Québec
- 1987 -  Membre de l'Ordre du Canada